# Fibrelac
 (août 2025).
Motif : manque de sources secondaires centrées
- Archive Wikiwix
- Bing
- Cairn
- DuckDuckGo
- E. Universalis
- Gallica
- Google
- G. Books
- G. News
- G. Scholar
- Persée
- Qwant
- (zh) Baidu
- (ru) Yandex
- (wd) trouver des œuvres sur Wikidata

| 1. | Préciser le motif de la pose du bandeau. | Précisez le motif de la pose du bandeau en utilisant la syntaxe suivante : {{admissibilité à vérifier\|date=août 2025\|motif=remplacez ce texte par le motif}}                |
| 2. | Informer les utilisateurs concernés.     | Pensez à avertir le créateur de l'article, par exemple, en insérant le code ci-dessous sur sa page de discussion : {{subst:avertissement admissibilité à vérifier\|Fibrelac}} |

Fibrelac est une entreprise suisse spécialisée dans les services basés sur la fibre optique destinés aux professionnels - entreprises, opérateurs, pouvoirs publics.

## Le réseau
Fibrelac a développé, construit et gère son propre réseau, qui représente plus de 50 000 km de fibres optiques le long des autoroutes suisses, principalement entre Genève et Zurich via Lausanne, Berne et Bâle.
Le réseau de Fibrelac est connecté aux principaux points d’interconnexion et de peering, centres de traitement de données, parcs technologiques et centres d’échange de Suisse.

## Les services
L'entreprise est active dans les 3 secteurs suivants :
- Conception et construction de réseaux en fibre optique
- Mise à disposition et maintenance de fibres optiques
- Fourniture de services managés

## Histoire
1998-1999
Première mission pour les fondateurs, à qui l’entreprise doit son nom, avec la pose d'un câble à fibres optiques dans le lac Léman, soit sur une distance d'environ 100 km entre Genève et Villeneuve (Vaud).
2000-2001
Fibrelac conçoit et construit une infrastructure de tubes et chambres pour fibres optiques qui relie Genève, Lausanne, Berne, Bâle et Zurich par le tracé autoroutier.
2002-2004
Fibrelac lance la première offre commerciale de bande passante gérée MPLS en Suisse. Elle étire aussi son réseau jusqu’aux principaux points d’interconnexion et de peering du pays.
2005-2007
Fibrelac est rachetée par des personnes privées suisses. Elle dépose une demande de brevet pour la conception de réseaux FTTH par microsillon.
Dès 2008
Fibrelac fête ses 10 ans d'existence, et modernise son image. Elle se munit d'un réseau actif MPLS 10Gb/s couvrant les principales villes de Suisse.
2014
euNetworks rachète Fibrelac 